# سيلفيو رودريغيز بيريرا جونيور
سيلفيو رودريغيز بيريرا جونيور (مواليد 4 مايو 1994، لاعب كرة قدم برازيلي يجيد اللعب كمهاجم لعب سابقاً مع نادي الذيد ونادي مسافي الإماراتيين.

## روابط خارجية
سيلفيو رودريغيز بيريرا جونيور على موقع اتحاد أوكرانيا (الإنجليزية)
- سيلفيو رودريغيز بيريرا جونيور على موقع رابطة كرة القدم اليابانية للمحترفين (اليابانية)
- سيلفيو رودريغيز بيريرا جونيور على موقع قاعدة بيانات كرة القدم.إي يو (الإنجليزية)
- سيلفيو رودريغيز بيريرا جونيور على موقع Soccerway.com (الإنجليزية)
- سيلفيو رودريغيز بيريرا جونيور على موقع عالم كرة القدم.نت (الإنجليزية)